# Phường 4, Vũng Tàu
Phường 4 là một phường thuộc thành phố Vũng Tàu, tỉnh Bà Rịa – Vũng Tàu, Việt Nam.
Phường được tách ra từ phường Châu Thành cũ năm 1986.

## Địa lý
Phường 4 nằm ở trung tâm thành phố Vũng Tàu, có vị trí địa lý:
- Phía đông giáp Phường 7 và Phường 3
- Phía tây giáp phường Thắng Nhì
- Phía nam giáp Phường 1 và Phường 3
- Phía bắc giáp Phường 7.

Phường có diện tích 0,82 km², dân số năm 1999 là 16.944 người, mật độ dân số đạt 20.663 người/km².

## Lịch sử
Địa bàn phường 4 ngày nay nằm ở nơi tiếp giáp giữa hai làng Thắng Nhì và Thắng Tam xưa trên đất Vũng Tàu.
Trong thời kỳ Pháp thuộc, người Pháp đặt nhiều doanh trại quân đội dọc theo đường Lê Lợi (khi ấy gọi là Route de Ben-dinh), trong đó có doanh trại bộ binh (ở vị trí Vietsovpetro), và doanh trại pháo binh (ở PVGas ngày nay).
Những năm 1940, chùa Hưng Hiệp Tự của phái Tịnh độ tông được mở ở góc đường Trương Bá Hân - Cô Giang. Trong khuôn viên chùa có giảng đường và phòng thuốc nam Phước Thiện.
Đến giữa những năm 1960, phần phía bắc của phường dọc theo đường Nguyễn Tri Phương (tức Lê Hồng Phong ngày nay) vẫn còn khá thưa thớt. Phần phía nam của phường là khu dân cư đô thị với đất nhà vườn.
Ngày 20 tháng 3 năm 1958, Bộ Nội vụ VNCH ra Nghị định số 76-BNV/HC/NĐ chia quận Vũng Tàu thành 5 xã: Vũng Tàu, Thắng Nhất, Thắng Nhì, Thắng Tam, Sơn Long. Quận lỵ đặt tại xã Vũng Tàu. Địa bàn phường 4 lúc bấy giờ nằm trong xã này. Sau đó, xã Vũng Tàu được cải biến thành khu phố, rồi thành phường (1972).
Sau ngày thống nhất, phường Vũng Tàu được đổi thành phường Châu Thành.
Ngày 14 tháng 5 năm 1986, Hội đồng Bộ trưởng thành lập phường 4 trên cơ sở phường Châu Thành cũ. Khi mới thành lập, phường trực thuộc đặc khu Vũng Tàu – Côn Đảo.
Ngày 12 tháng 8 năm 1991, đặc khu Vũng Tàu - Côn Đảo giải thể, Phường 4 trực thuộc thành phố Vũng Tàu như hiện nay.

## Hành chính
Phường được chia thành 9 khu phố, đánh số từ 1 đến 9.
Trụ sở phường đặt tại số 68 Cô Giang.

### Các địa danh không chính thức
- Xóm chùa Miên: đoạn đường Yên Bái từ Lê Hồng Phong đến Nguyễn Kim. Sở dĩ có tên gọi thế là vì trước năm 1975 có một cộng đồng người Khmer sinh sống ở đây. Trước đây ở đây có một chùa Phật giáo Nam tông Khmer.
- Xóm Mới: khu dân cư quanh chùa Tịnh Độ. Những năm 1950-1960, đây là xóm nhập cư.
- Khóm Lê Lợi: khu vực quanh đường Lê Lợi.

## Giáo dục
Phường 4 nằm trong tuyến tuyển sinh của trường tiểu học Nguyễn Thái Học (các khu phố 5, 6, 7, 8 và 9), trường tiểu học Bùi Thị Xuân (1, 2, 3, 4, 7 và 8) và trường tiểu học Đoàn Kết (học sinh lưu trú).
Ở cấp trung học cơ sở, toàn bộ phường nằm trong khu vực tuyển sinh của trường THCS Duy Tân.
Về bậc mẫu giáo, có hai trường mầm non công lập là Sao Mai và Châu Thành.

## Cơ sở thờ tự
- Vạn Phước Tự là chùa Phật giáo lớn của phường. Chùa theo hệ phái Bắc tông, tọa lạc trên đường Bacu.
- Hưng Hiệp Tự là cơ sở thờ tự của Tịnh độ Cư sĩ Phật hội Việt Nam thành lập từ thập niên 1940.
- Tịnh xá Ngọc Cát, đường Cô Bắc
- Thánh thất Vũng Tàu, là thánh thất Cao đài thuộc Tòa thánh Tây Ninh.
- Đền thờ Tiên sư thờ các bậc tổ nghề, tọa lại số 96 đường Cô Giang. Đền thờ được lập từ thế kỷ 19. Lễ hội Đền thờ Tiên Sư mỗi năm được tổ chức 3 lần, nhưng lớn nhất diễn ra vào 3 ngày 16, 17 và 18 tháng 2 Âm lịch.
- Miễu bà: là một am nhỏ thờ năm bà Ngũ Hành trên đường Lê Lợi.

## Đường phố
- Lê Hồng Phong: Đường trục chính Đông Tây của khu trung tâm thành phố Vũng Tàu. Đoạn chạy qua phường 4 bắt đầu từ Ngã ba Lê Lợi - Lê Hồng Phong và kết thúc ở Ngã Năm. Trước năm 1975, đường có tên gọi Nguyễn Tri Phương.
- Bacu: Con phố thương mại chính của Vũng Tàu, có nhiều cửa hàng bán lẻ thời trang, quần áo. Con phố được đặt theo tên thủ đô Baku, nước Azerbaijan sau khi Vũng Tàu và Baku kết nghĩa. Trước đó, đường có tên là Nguyễn Thái Học.
- Nguyễn Văn Trỗi, đường trục chạy qua khu Xóm Mới. Trước năm 1975, đường có tên gọi là Trương Bá Hân.
- Lê Lợi: con đường trục Bắc - Nam nối Bãi Trước và Bến Đình.
- Lê Lai: đường trục giáp với phường 1 cùng với phường 3

## Kinh doanh - thương mại
Chợ Cô Giang là chợ thực phẩm lớn của phường, nằm ở đoạn Cô Giang từ đường Nguyễn Văn Trỗi đến Triệu Việt Vương.

## Tòa nhà đáng chú ý
Tòa nhà văn phòng Edyco cao 7 tầng ở góc Nguyễn Văn Trỗi - Lê Hồng Phong là một trong các cao ốc đầu tiên của thành phố.